# Landesregierung Keßler IV

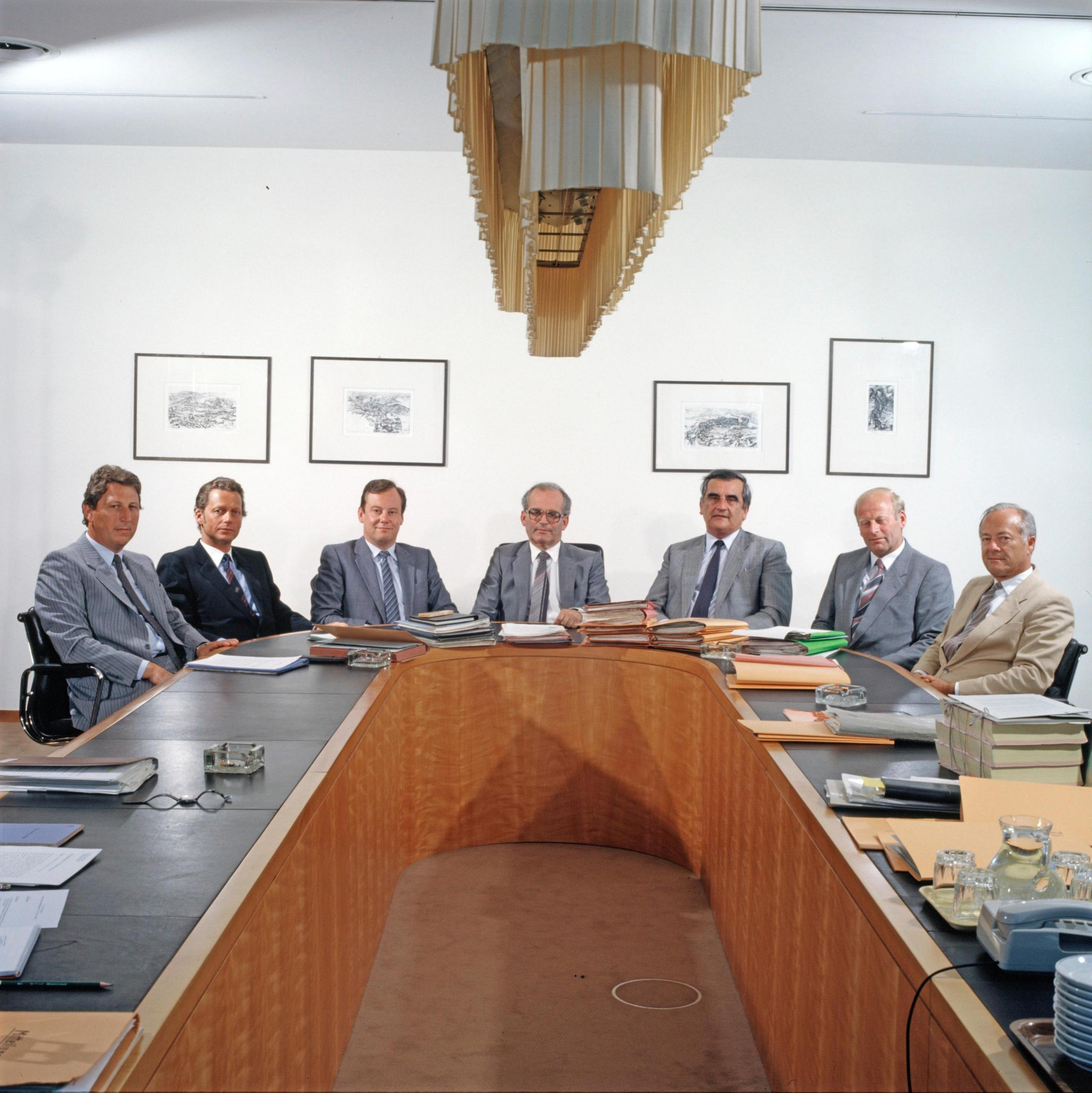
Regierungssitzung im Jahr 1983

Die Landesregierung Keßler IV war die achte Vorarlberger Landesregierung nach dem Zweiten Weltkrieg und die vierte Regierung unter dem Vorsitz von Landeshauptmann Herbert Keßler. Sie wurde zu Beginn der XXIII. Gesetzgebungsperiode am 6. November 1979 angelobt, nachdem am 21. Oktober 1979 die Landtagswahl stattgefunden hatte. Exakt fünf Jahre später, am 6. November 1984 wurde sie durch die Angelobung der Nachfolgeregierung Keßler V abgelöst.
Da sich bei der Landtagswahl an der Mandatsverteilung im Vorarlberger Landtag nichts geändert hatte, wurde die bereits zuvor bestehende Koalition zwischen der ÖVP und der FPÖ für eine weitere Legislaturperiode verlängert. Unter dem Regierungsvorsitz von Landeshauptmann Herbert Keßler waren somit sechs ÖVP-Mitglieder und ein FPÖ-Mitglied in der Landesregierung vertreten.
Während der Amtszeit der Landesregierung Keßler IV kam es in den Reihen der FPÖ zu einem Wechsel der Landesräte. Am 20. April 1984 schied der bisherige Landesrat Karl-Werner Rüsch aus der Regierung aus. 26 Tage später folgte ihm am 16. Mai 1984 sein Parteikollege Hans Dieter Grabher als Landesrat nach.

## Regierungsmitglieder
| Amt                                                     | Bild | Name                                              | Partei | Partei | Zuständigkeitsbereiche |
| ------------------------------------------------------- | ---- | ------------------------------------------------- | ------ | ------ | ---------------------- |
| Landeshauptmann                                         |      | Herbert Keßler                                    |        | ÖVP    |                        |
| Landesstatthalter                                       |      | Rudolf Mandl                                      |        | ÖVP    |                        |
| Landesrat                                               |      | Konrad Blank                                      |        | ÖVP    |                        |
| Landesrat                                               |      | Siegfried Gasser                                  |        | ÖVP    |                        |
| Landesrat                                               |      | Elmar Rümmele                                     |        | ÖVP    |                        |
| Landesrat                                               |      | Alfred Mayer                                      |        | ÖVP    |                        |
| Landesrat                                               |      | Hans Dieter Grabher ab 16. Mai 1984               |        | FPÖ    |                        |
| Vorzeitig ausgeschiedene Mitglieder der Landesregierung |      |                                                   |        |        |                        |
| Landesrat                                               |      | Karl-Werner Rüsch ausgeschieden am 20. April 1984 |        | FPÖ    |                        |